# Димитрий Веаск
Димитрий Веаск (на гръцки: Δημήτριος Βεάσκος) е византийски православен духовник от ΧΙΙΙ век, солунски митрополит.

## Биография
Димитрий Веаск е известен от писмо до него на Григорий Кипърски. Запазен е химн на Фотий Тесалийски, дело на Димитрий Веаск. Луи Пти смята, че Веаск става солунски митрополит в 1285 година. Според Атанасиос Пападопулос-Керамевс това е станало не по-рано от 1300 година. Нови изследвания датират управлението му в 1282 - 1285 година.